# آهنگر
آهنگری حرفهٔ تغییر شکل فلزات و ساخت ابزار از آنهاست.
آهنگری از قدیمی‌ترین هنرهای فلزکاری است و منشأ آن به زمان‌های بسیار دور بازمی‌گردد. در این فرایند نیروهای بزرگی به کار گرفته می‌شود و لوازم کار اغلب بسیار سنگین هستند. در دوران گذشته فلز مورد نظرشان را تا حد لازم گداخته می‌کردند و بعد با یک انبر آن را بر روی سندان نگه می‌داشتند و چکش‌کاری می‌کردند تا شکل مورد نظر را پیدا کند. گاهی فلز گداخته را با چکش کاری در داخل یک قالب شکل می‌دادند و فلز گداخته شکل قالب را به خود می‌گرفت.

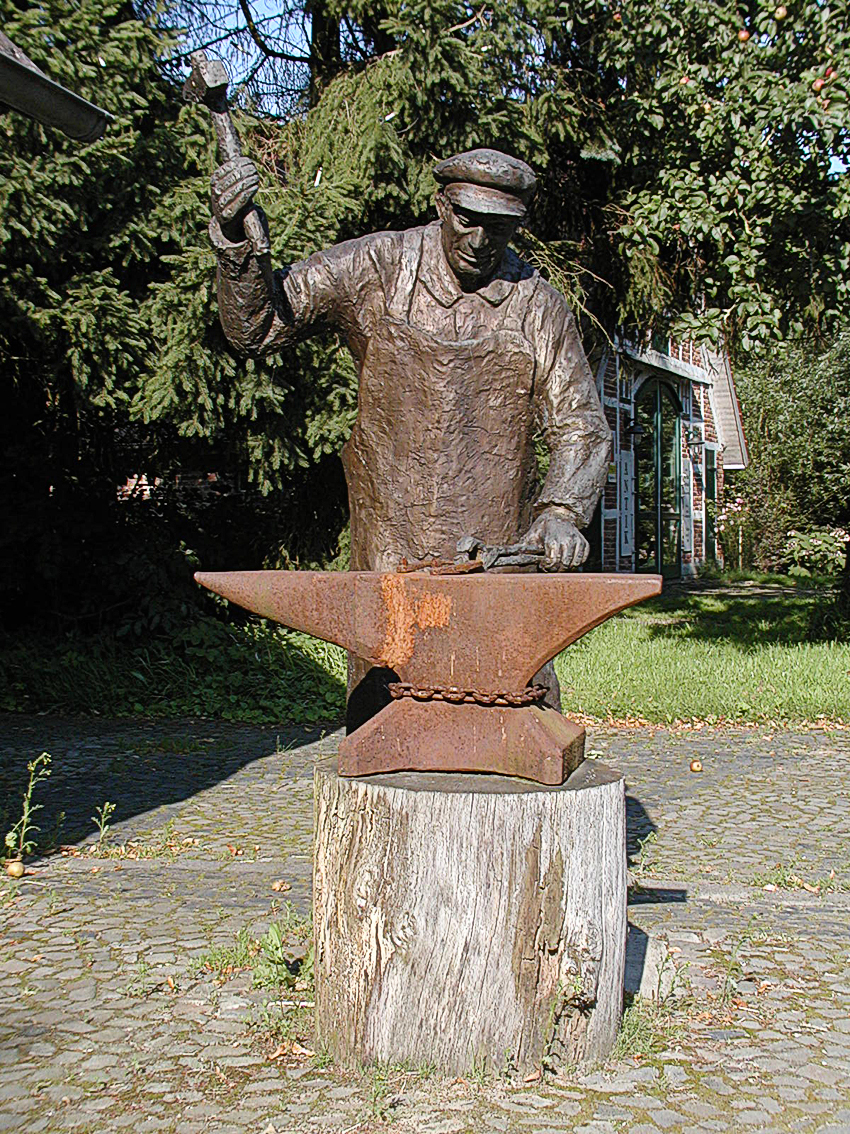
مجسمه قدیمی یک آهنگر در تفریح‌گاهی در آلمان